# Championnat du Ghana de football 2018
Navigation
Saison précédente Saison suivante
La saison 2018 du Championnat du Ghana de football est la cinquante-huitième édition de la première division au Ghana, la Premier League. Elle regroupe, sous forme d'une poule unique, les seize meilleures équipes du pays qui se rencontrent deux fois, à domicile et à l'extérieur. En fin de saison, les trois derniers du classement sont relégués et remplacés par les trois meilleures formations de deuxième division.
Le championnat devait débuter le 11 février 2018, mais la date a été repoussée plusieurs fois, le championnat commence le 17 mars 2018.
Le championnat sera suspendu par le gouvernement, après plusieurs affaires de corruption après la 15e journée.
Le club placé à la première place au moment de la suspension, Medeama Sporting Club, représente le Ghana à la Ligue des champions de la CAF 2019, le deuxième, Ashanti Gold SC participe à la Coupe de la confédération 2018-2019.

## Les clubs participants
- Hearts of Oak SC
- Asante Kotoko SC
- Ashanti Gold SC
- Elmina Sharks FC
- Bechem United
- Dreams FC - Promu de D2
- International Allies FC
- Berekum Chelsea
- Wa All Stars Football Club
- Medeama Sporting Club
- Ebusua Dwarfs
- West Africa Football Academy
- Techiman City FC - Promu de D2
- Aduana Stars
- Liberty Professionals
- Karela Football Club - Promu de D2

## Compétition
Le barème de points servant à établir les classements se décompose ainsi :
- Victoire : 3 points
- Match nul : 1 point
- Défaite : 0 point

### Classement
| Rang | Équipe                       | Pts | J  | G | N | P | Bp | Bc | Diff |
| ---- | ---------------------------- | --- | -- | - | - | - | -- | -- | ---- |
| 1    | Medeama Sporting Club        | 27  | 14 | 8 | 3 | 3 | 19 | 12 | +7   |
| 2    | Ashanti Gold SC              | 27  | 15 | 8 | 3 | 4 | 15 | 9  | +6   |
| 3    | Karela Football ClubP        | 25  | 15 | 7 | 4 | 4 | 17 | 10 | +7   |
| 4    | Asante Kotoko SCC            | 24  | 15 | 7 | 3 | 5 | 15 | 13 | +2   |
| 5    | International Allies FC      | 24  | 15 | 8 | 0 | 7 | 15 | 15 | 0    |
| 6    | Dreams FCP                   | 24  | 15 | 7 | 3 | 5 | 13 | 15 | -2   |
| 7    | West Africa Football Academy | 20  | 15 | 5 | 5 | 5 | 22 | 17 | +5   |
| 8    | Elmina Sharks FC             | 20  | 14 | 4 | 8 | 2 | 14 | 12 | +2   |
| 9    | Berekum Chelsea              | 19  | 15 | 5 | 4 | 6 | 14 | 14 | 0    |
| 10   | Bechem United                | 19  | 15 | 5 | 4 | 6 | 17 | 20 | -3   |
| 11   | Liberty Professionals        | 17  | 15 | 4 | 5 | 6 | 15 | 18 | -3   |
| 12   | Hearts of Oak SC             | 17  | 14 | 4 | 5 | 5 | 13 | 16 | -3   |
| 13   | Techiman City FCP            | 17  | 15 | 5 | 2 | 8 | 13 | 16 | -3   |
| 14   | Aduana StarsT                | 14  | 12 | 4 | 2 | 6 | 18 | 16 | +2   |
| 15   | Ebusua Dwarfs                | 14  | 14 | 3 | 5 | 6 | 13 | 20 | -7   |
| 16   | Wa All Stars Football Club   | 10  | 14 | 2 | 4 | 8 | 8  | 18 | -10  |

|  | Qualification pour la Ligue des champions de la CAF 2019                         |
|  | Qualification pour la Coupe de la confédération 2018-2019                        |
|  | Relégation directe en Division One                                               |
|  | T : Tenant du titre C : Vainqueur de la Coupe du Ghana P : Promu de Division One |

## Bilan de la saison
| Championnat du Ghana de football 2018 |                       |
| Champion                              | aucun                 |
| Coupes et trophées                    |                       |
| Vainqueur de la Coupe du Ghana 2018   | aucun                 |
| Qualifications continentales          |                       |
| Ligue des champions de la CAF 2019    | Medeama Sporting Club |
| Coupe de la confédération 2018-2019   | Ashanti Gold SC       |
| Promotions et relégations             |                       |
| Promus en Premier League              |                       |
| Relégués en Division One              |                       |